# کریستال رید
 کریستال رد (به انگلیسی: Crystal Reed؛ زادهٔ ۶ فوریهٔ ۱۹۸۵ ‏(۴۰ سال) یک هنرپیشه و مدل اهل ایالات متحده آمریکا است.  عمده معروفیت او به دلیل بازی در نقش آلیسون آرجنت در سریال تین ولف می‌باشد.

## زندگی شخصی
رید از سال ۲۰۱۲ الی ۲۰۱۳، با هم بازی خود دنیل شارمن در مجموعه تلویزیونی تین ولف در رابطه بود. رید از اواخر سال ۲۰۱۳، با مجری استرالیایی رادیو و تلویزیون، دارن مک مولن، در رابطه بوده‌است.

## فیلم‌شناسی

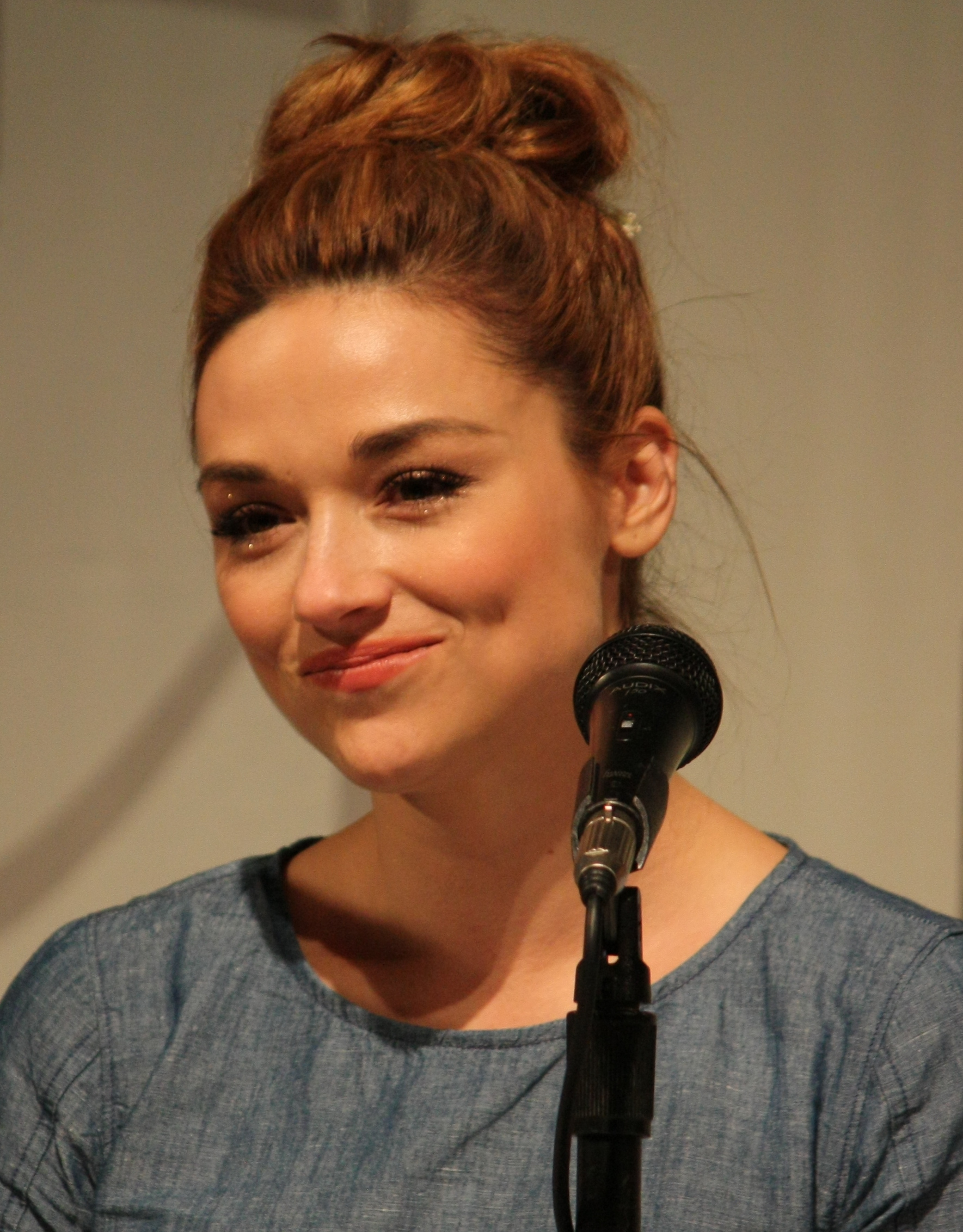
رید در کامیک-کان بین‌المللی سن دیگو سال ۲۰۱۲

| سال  | نام                     | نقش         | یادداشت |
| ---- | ----------------------- | ----------- | ------- |
| ۲۰۱۰ | آسمان شهر               | دنیز        |         |
| ۲۰۱۱ | عشق، احمقانه، دیوانه‌وار | ایمی جانسون |         |
| ۲۰۱۳ | کراش                    | بس          |         |
| ۲۰۱۵ | آسفالت ۳                |             |         |
| ۲۰۱۶ | آسفالت ۴                |             |         |
| ۲۰۱۷ | آسفالت ۵                |             |         |
| ۲۰۱۸ | سرزمین ارواح            | الیزابت کلر |         |

## مجموعه‌های تلویزیونی
| سال       | نام             | در نقش                     | یادداشت‌ها                     |
| --------- | --------------- | -------------------------- | ----------------------------- |
| ۲۰۱۰      | سی‌اس‌آی          | ژولیت                      |                               |
| ۲۰۱۰      | سی‌اس‌آی: نیویورک | جولز رودی                  | قسمت : گمشده و پیدا شده       |
| ۲۰۱۱-۲۰۱۶ | تین ولف         | آلیسون آرجنت/ماری/جین والت | نقش اصلی؛ ۴۸ قسمت             |
| ۲۰۱۷-۲۰۱۸ | گاتهام          | سوفیا فالکون               | نقش اصلی؛ فصل چهارم (۱۲ قسمت) |
| ۲۰۱۹      | سوامپ تینگ      | ابی هالند                  | نقش اصلی                      |

## جوایز
| سال  | فیلم    | جایزه | نتیجه    |
| ---- | ------- | --- | -------- |
| ۲۰۱۱ | تین ولف | جایزه برگزیده نوجوانان برای ستاره زن سریال های تابستانی                                                   | نامزدشده |
| ۲۰۱۱ | تین ولف | جایزه برگزیده نوجوانان برای بهترین بازیگر زن سریال های علمی–تخیلی                                         | نامزدشده |
| ۲۰۱۲ | تین ولف | جایزه برگزیده نوجوانان برای ستاره زن سریال های تابستانی                                                   | نامزدشده |
| ۲۰۱۴ | تین ولف | جوایز جوان هالیوود برای بهترین گروه بازیگری (مشترک با تایلر پوزی،دیلن اوبرایان،تایلر هوچلین و هالند رودن) | پیروز    |